# Dibrë (kraj)
Kraj Dibrë (albánsky Qarku i Dibrës), také jako Kraj Dibër, je jeden z dvanácti krajů Albánie. Sestává z okresů Bulqizë, Dibrë, a Mat. Jeho hlavním městem je Peshkopi. Na východě hraničí se Severní Makedonií, na severu s krajem Kukës, na jihu s krajem Elbasan, na severozápadě s krajem Lezhë a na jihozápadě s krajem Tiranë.